# Basilica di San Martino (Alzano Lombardo)
La basilica di San Martino  è il duomo di Alzano Lombardo, della diocesi e provincia di Bergamo, inserita nel vicariato locale di Alzano Lombardo. La chiesa è situata nel centro storico in piazza Italia, alla confluenza delle vie Fantoni e Roma, che per secoli sono state le principali direttrici viarie del borgo. Il 21 agosto del 1922 papa Pio XI l'ha elevata alla dignità di basilica minore.

## Storia

### Le origini
Non vi sono notizie certe sulle origini della chiesa, per tradizione il primo luogo di culto sarebbe stato edificato nel 1023 per volontà del vescovo Ambrogio I. La chiesa era legata alla pieve di Nembro e nel 1362 con decreto del vescovo Lanfranco de Saliverti ottenne l'autonomia che fu però attiva solo l'8 dicembre 1457. Secondo lo storico Donato Calvi da quella data la chiesa ebbe un parroco che poteva operare in autonomia. Questa fu raggiunta anche grazie ai lavori di ampliamento della chiesa che iniziarono il 19 maggio 1424 e terminarono nel 1442. Il campanile fu innalzato nel 1486., ed è la sola parte rimanente dal rifacimento seicentesco successivo.

### La parrocchia
Il passaggio a parrocchia avvenne quindi in più fasi: nel 1353 ci fu un accordo con la pieve di Nembro, da cui dipendeva, per migliorare il servizio religioso, in particolare la celebrazione di almeno una messa nei giorni festivi e la presenza di un sacerdote almeno un giorno feriale, in cambio la pieve di Nembro riceveva un terreno di 12 pertiche e il diritto delle decime sul territorio di Alzano. L'accordo non fu rispettato dal clero nembrese giustificandosi con la lontananza, la pericolosità del viaggio e le frequenti epidemie. Comunque, molte persone morirono senza sacramenti.
Nel 1362, grazie all'intervento del prevosto di San Mattero, Graziolo di San Gervaso, con decreto del vescovo Lanfranco de Saliverti furono concesse quasi tutte le prerogative parrocchiali, la “parrocchia” fu San Pietro Martire e ottenne la presenza continua di un vicario, l'autonomia e la libertà per i sacramenti. Però, la popolazione di Alzano entro un mese dalla morte o ritiro del predecessore deveva scegliere e presentare al clero di Nembro il vicario, altrimenti il diritto tornava a quella di Nembro; il clero di Nembro aveva diritto, quando più voleva, di celebrare i sacramenti e i divini offici nelle chiese di Alzano; dovevano anche versare un decimo dei tributi. Inoltre, la clausola più pesante fu quella del presentare un cero di almeno 5 libbre (4 kg) durante la messa cantata della festa di San Donato o di San Martino in forma solenne dal vicario di Alzano con il sindaco, i consoli e almeno quattro tra le persone di maggior spicco del paese, la chiesa di Nembro offriva in cambio la colazione in segno di carità e affetto.
La consegna del cero era ritenuta dagli alzanesi troppo umiliante, tanto che nel 1382 e 1383 si rifiutarono di consegnarlo. Con un nuovo accordo di quest'anno 1383 la cerimonia venne semplificata, con la consegna del cero fatta da una sola persona. La consegna del cero si effettuò fino al XIX secolo.
L'atto notarile di costituzione della nuova parrocchia fu rogato il 26 maggio 1456 davanti ai notai che dichiararono esecutiva la fondazione come indicato nei documenti del vescovo Giovanni Barozzi nominando primo vero "rector et beneficialis" il "prè Bartolomeo de Mojoli".

### Il Quattrocento
Nel corso di secoli la chiesa venne sottoposta a numerosi rifacimenti, tra i quali l'intervento eseguito nel corso del XV secolo, che le diede dimensioni maggiori, dotandola del campanile in pietra, unica componente ancora esistenti. La relazione della visita pastorale diocesana dell'arcivescovo di Milano san Carlo Borromeo del 1575 indica come "ecclesia parochialis" "loci Alzani Inferioris".
Successivamente, nei primi anni del XVII secolo, venne riedificato il presbiterio grazie ad una donazione del cittadino alzanese Bernardino Fugazza, che lasciò 1.700 scudi in eredità alla chiesa. In questa fase vennero anche commissionati i dipinti Miracolo di San Martino e San Martino in cattedra, di Gian Paolo Cavagna, ai quali si deve aggiungere anche il San Martino ed il povero presente nella controfacciata.

### Il rifacimento seicentesco
La visita pastorale di san Carlo Borromeo, aveva indicato quali dovevano essere i criteri da seguire secondo le indicazioni del Concilio di Trento concluso nel 1563. Questo portò a grandi cambiamenti nelle chiese bergamasche e anche la chiesa di Alzano iniziò un grande lavoro di ammodernamento, grazie alla donazione del 1656 del ricco mercante Nicolò Valle originario della località, che lasciò in eredità i suoi beni che ammontavano a 70.000 scudi d'oro, alla Fabbriceria di San Martino, ente che gestiva la manutenzione della chiesa stessa. Venne quindi decisa la costruzione di un nuovo edificio di culto, il cui progetto fu assegnato a Gerolamo Quadrio, architetto-capo del Duomo di Milano, che decise di mantenere immutato soltanto il presbiterio, da poco sistemato.
La prima pietra fu posata il 3 aprile 1659 ed i lavori, che si protrassero per una decina di anni, videro impegnati numerosi importanti artisti del periodo. la chiesa venne consacrata il 7 agosto 1710 dal vescovo Pietro Priuli.
La facciata fu realizzata su progetto dell'architetto Virginio Muzio del 1893, anche se nei secoli furono presentati progetti anche da altri personaggi del tempo: Gerolamo Quadrio nel 1660, Andrea Fantoni nel 1696, Giovan Battista Caniana sempre nel 1696, Antonio Preda del 1861. Il frontone fu realizzato nel triennio dal 1895 al 1898.

## Descrizione

### Esterno
La facciata a salienti in stile neoclassico è preceduta da una scalinata e si sviluppa su tre ordini divisi da una cornice marcapiano. Nell'ordine inferiore vi sono tre aperture d'accesso di cui quella centrale più ampia, entrambe di fattura settecentesca con paraste e architravi in marmo bianco e occhialino provenienti dalla Val Camonica. Il portale centrale realizzato da lapicidi Dodesio e Mazzetti di Zandobbio su disegno del Quadrio ha un protiro con colonne complete di basamento e capitelli d'ordine ionico reggono il timpano ad arco spezzato dove troneggia la statua di san Martino opera marmorea di Antonio Maria Pirovano. I due angeli posti sui lati del timpano che non sono opera del medesimo scultore.
Un'alta cornice separa i due ordini dove è presente la scritta «1023 Basilica San Martini Ap 1923», date che ricordano la sua prima creazione, e l'anno in cui la chiesa è stata elevata a dignità di basilica. Lateralmente vi sono le statue di due santi evangelisti, e la facciata prosegue solo con la sezione centrale.

### Interno
L'interno della chiesa si presenta in completo stile barocco grazie ai lavori di stucco del lagunese Giovanni Angelo Sala che aveva lavorato sul territorio negli anni dal 1653 al 1676 e di cui rimangono i grandi lavori di stucco nella basilica mariana di Bergamo. Di lui sono i medaglioni ovali in stucco della volta dove sono inseriti i dipinti a fresco di Pietro Paolo Raggi del 1690 raffiguranti le storie di san Martino.
L'interno si sviluppa su tre navate, quella centrale molto ampia e alta voltata a botte ornata da una serie di statue sempre del Sala raffiguranti le Virtù. La volta poggia su colonne binate in marmo bianco di stile composito, mentre due pilasti incavo allungato sono posti ai lati della controfacciata e due identici all'ingresso della zona presbiteriale.  Le due navate laterali vennero invece ricoperte da vele, stuccate e ospitano quattro cappelle per lato.
La grande bussola lignea realizzata su disegno di Luigi Angelini accoglie l'interno dell'aula, completa nella parte superiore dalla tela dell Cavagna San Martino che divide il mantello per darne la metà al povero.
Entrando, sul lato sinistro dell'aula vi sono le cappelle:
Cappella del battistero
La prima cappella entrando a sinistra ospita la fonte battesimalecon una grande vasca in marmo nero di Gazzaniga e la copertura a tempietto ottagonale fantoniano.
Cappella dello Spirito Santo
La seconda cappella dedicata allo Spirito Santo ospita la pala d'altare di Francesco Capella Discesa dello Spirito Santo. L'altare è lavoro del 1738 di Baroncini di Rewzzato.
Cappella del Santo Rosario
La terza cappella dedicata al Rosario, è la più grande e a forma ottagonale, quasi una seconda chiesa inserita nella basilica. Progettata dal Girolamo Guadrio dietro autorizzazione del 1676 e terminata l'anno successivo. 
A conferma vi è il documento datato 12 agosto 1676, indirizzato al  «Sig. Rettore» da parte del podestà di Bergamo Nicolò Pasqualigo e del capitano Giovanni Cornaro che chiedeva di poter acquistare alcuni fabbricati per la realizzazione completa dell'interno della chiesa.
medesima ne presentano alle Signorie Vostre Reverendissime humilissime istanze acciò si compiacciano concedergli il suddetto Decreto, cioè di poter far l'acquisto delle Case medesime per il possesso suddetto al fine predetto, senza delle quali non si può perfezionare la Fabrica della Chiesa stessa et quel possesso è di scudi mille et cento.…»
(Documento conservato nell'archivio di Stato)
 Il documento conferma la richiesta da parte dei fabbriceri e dell'amministrazione di volere la presenza del Quadrio che in quel tempo stava lavorando per la cappella Odescalchi di Como.
I quindici medaglioni raffiguranti i misteri del rosario, dipinti a fresco da Federico Ferrario, sono inseriti in cornici di stucco lavoro di Vincenzo Camuzio della seconda metà del Settecento. La cappella è illuminata da otto grandi finestre. La cappella ebbe un importante ammodernamento verso la fine del XVIII secolo quando fu collocata la pala d'altare di Gian Paolo Cavagna raffigurante l'Assunzione di Maria al cielo, proveniente dalla chiesa di San Pietro. Altre quattro tele arredano la cappella: Ester e Assuero di Giovan Battista Dell'Era, Giacobbe con Lia e Rachele di Andrea Appiani realizzata nel 1810, Giuditta e Oloferne di Vincenzo Camuccini,  Benedizione di Isacco al figlio Giacobbe di Giuseppe Dotti del 183, e del 1863 la pala Agar e Ismaele lavoro di Giovanni Carnovali.
L'altare è posto al centro della cappella realizzato da Andrea Fantoni con Pietro Mazzetti nel 1698 che realizzò l'angelo posto lateralmente al tabernacolo. Venne rivisitato su progetto di Giuseppe Caniana del 1754con l'aggiunta di nuovi ornamenti e statue eseguite da più marmisti.
Cappella di Santa Croce
Segue la cappella, ultima sul lato sinistro, e dedicata alla Santa Croce e ospita il dipinto del Cappella raffigurante Sann Vincenzo Ferrer.
Il presbiterio è anticipato sul lato sinistro dall'altare intitolato a san Bonifacio mentre sul lato destro quello dedicato a santa Felicita.
Sempre entrando sul lato destro della chiesa si trovano le cappelle:
Cappella di San Cristoforo

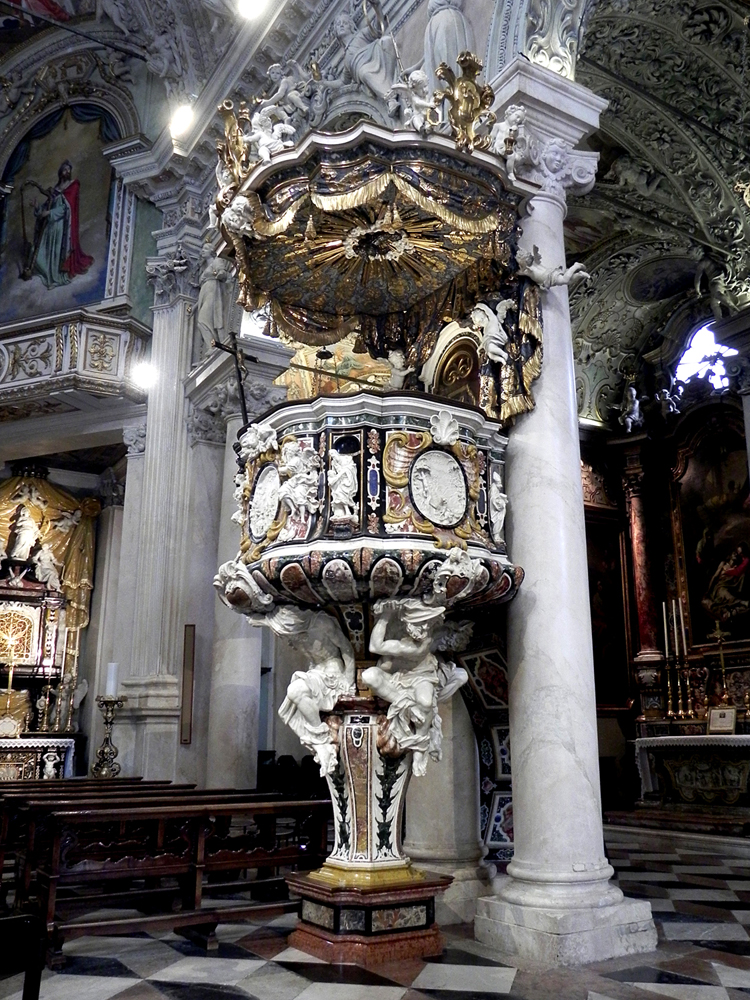
Il pulpito eseguito dalle botteghe dei Fantoni, Caniana e Manni

La cappella ospita la pala d'altare di Giovan Battista Piazzetta Martirio di san Cristoforo. L'altare su realizzato su progetto del Caniana dal Baroncini L’altare, su progetto di Gian Battista Caniana fu realizzato nel 1750 da Baroncini di Brescia con un costo di 1200 scudi.
Cappella del Santissimo Crocifisso
La cappella cappella si presenta in forma molto severa con il marmo nero di Gazzaniga, altare realizzato nella prima metà del Settecento dal Baroncini tra il Baroncini.
Cappella di San Giuseppe
La cappella dedicata a san Giuseppe ospita la pala d'altare di Giambettino Cignaroli Transito di san Giuseppe. L'altare marmoreo opera della bottega di Carlo Antonio Manni su progetto di Giovan Battista Caniana fu realizzato nel 1736. 
Lateralmente due tele completano gli arredi Sant'Agata e Santa Maria Maddalena penitente lavori di Giandomenico Cignaroli, collaboratore nonché fratellastro di Giambettino.
Ognuna di queste cappelle ha un proprio altare dotato di sculture, intarsi e dipinti, tra i quali si distinguono i trittici pittorici eseguiti da artisti veneti quali Giovanni Battista Piazzetta (san Cristoforo), Giambettino Cignaroli (Morte di san Giuseppe) e Francesco Capella (Pentecoste e Trionfo della croce).
Pulpito
Di gran pregio è il pulpito che spicca al centro della struttura, frutto della collaborazione tra i principali artisti del tempo quali Giovan Battista Caniana che ne curò il progetto, Andrea Fantoni che eseguì le sculture in marmo e Gian Giacomo Manni che definì gli intarsi.
Presbiterio
Alla fine del XVIII secolo venne deciso l'adeguamento del presbiterio, eseguito da Giacomo Martino Caniana, che optò per la sostituzione dell'esistente abside semicircolare con una cilindrica, sormontata da una cupola in stile neoclassico.

### Museo d'arte sacra San Martino
Attiguo alla Basilica si trova il Museo d'arte sacra San Martino. Questo è collocato nella struttura denominata il Palazzo, edificata nel XVI secolo come residenza della famiglia Tasso, poi passata alla famiglia Pelliccioli e quindi ai conti Gritti-Morlacchi. La struttura esternamente si presenta come un palazzo nobiliare tipico del XVII secolo, e si sviluppa su tre piani che si distribuiscono attorno ad una piazzetta interna (Piazza Partigiani).
Nel 1866 venne adibita a palazzo comunale, mentre nel 1953 venne acquistata dalla parrocchia, con l'intenzione di costruirvi un museo che comprendesse le grandi ricchezze artistiche e storiche possedute dalla basilica stessa.

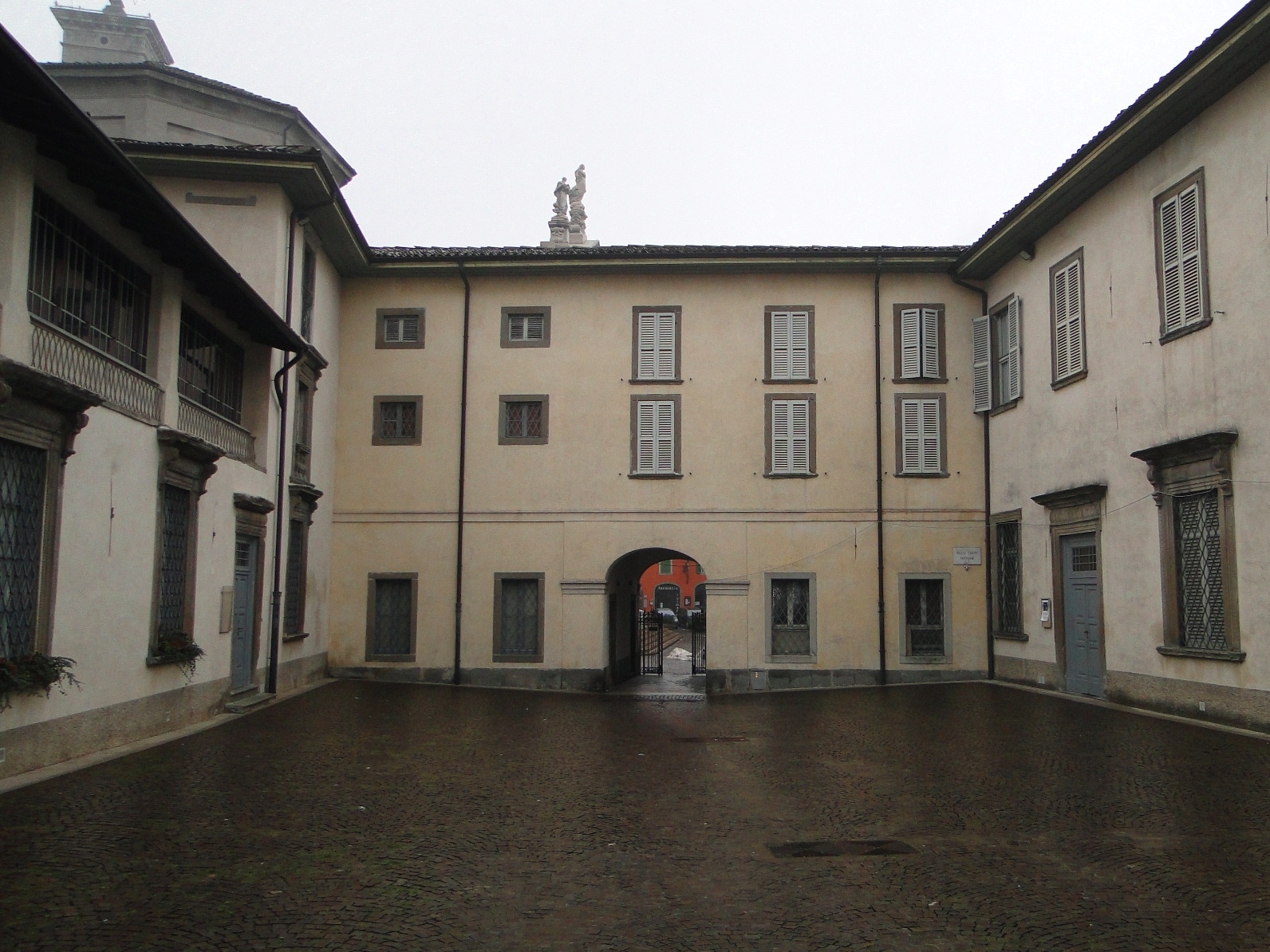
Il Palazzo, sede del Museo d'arte sacra

Dopo un lungo restauro, nel 1994 venne inaugurato il museo, basato su un percorso di quattordici 14 sale che ripercorre i periodi storici nei quali la Basilica ha visto la nascita ed il proprio sviluppo.

### Le Sagrestie
Le Sagrestie sono una sezione del Museo d'arte sacra. Inserite nel corpo strutturale della basilica, vennero edificate nel 1676 con la cappella del Rosario, al fine adibire i nuovi locali ad ambienti volti a ospitare riunioni clericali, ma anche atti alla preparazione della preghiera, sia per il clero locale che per il popolo, nelle processioni.
La progettazione, affidata all'architetto Gerolamo Quadrio, stabilì la costruzione di tre sale in una planimetria ad "elle rovesciata".
All'interno si trovano una serie di sculture, intarsi, stucchi ed affreschi risalenti al XVII secolo dei migliori esponenti del barocco lombardo, tra cui Andrea Fantoni, Giovan Battista Caniana, Antonio Cifrondi, Giulio Quaglio il Giovane, Giovanni Angelo Sala e del figlio Gerolamo.